# Ramat Gan
Ramat Gan è una città israeliana della periferia est di Tel Aviv. La cittadina di Yir Ganim fu fondata nel 1921. Due anni più tardi prese il nome di Ramat Gan (in ebraico רמת גן ). Ramat Gan era anticamente un piccolo centro agricolo.
L'urbanizzazione e lo sviluppo economico ne hanno radicalmente trasformato la fisionomia fino a renderlo il quartiere di affari del distretto di Tel Aviv e il polo economico del paese. Confina con il Giv'atayim a Sud, Bnei Brak a Est, e Tel Aviv a Nord e Ovest.

## Amministrazione

### Gemellaggi
Ramat Gan è gemellata con:
- London Borough of Barnet
- Kassel
- Circondario del Meno-Kinzig
- Phoenix
- Distretto di San Borja
- Shenyang
- Strasburgo
- Szombathely
- Weinheim
- Breslavia, dal 1997
- Taoyuan
- Marsiglia

## Sport

### Calcio
La squadra principale di calcio della città è il Moadon Kaduregel Hapoel Ramat Gan Giv'atayim.